# Maleque Jaã Canum, Made e Olia
Maleque Jaã Canum, Made e Olia (em persa: 'ملک جهان خانم، مهدِ عُلیا; lit.  "Malek Jahan Khanom, Mahd-e Olia "; 26 de fevereiro de 1805 - 2 de abril de 1873), nascida Maleque Jaã Canum Cajar Govanlu (Malek Jahan Khanom Qajar Ghovanloo), foi uma princesa persa da dinastia Cajar, esposa do xá da Pérsia Maomé Xá Cajar (r. 1834–1848) e mãe de Naceradim Xá Cajar. Era neta de Fate Ali Xá Cajar e prima de seu marido. Foi xabanu (rainha) do Império Cajar de 5 de setembro até 5 de outubro de 1848, entre a morte de seu marido e a ascensão ao trono de seu filho. Mas como rainha-mãe e exerceu muita influência política durante o reinado de seu filho de 1848 até sua morte em 1873. É descrita como uma personagem politicamente forte.